# Немачки савезни избори 2005.
У Немачкој су 18. септембра 2005. одржани савезни избори за избор чланова 16. Бундестага. Ванредни избори су расписани након пораза владе на изборима савезне државе Северна Рајна-Вестфалија, због чега су намерно изгубили захтев за поверење како би покренули ванредне савезне изборе. Одлазећа влада била је коалиција леве центре странке  Социјалдемократске партије Немачке (СПД) и Савез 90/Зелених, коју је предводио савезни канцелар Герхард Шредер. Избори су првобитно били предвиђени за јесен 2006. године.